# 巴比龙 (2017年电影)
《巴比龙》（原意為法文的「蝴蝶」）是一部2017年上映的传记剧情片，Michael Noer执导。本作的剧本参考了亨利·沙里埃的自传小说《巴比龙》、《班科》和1973年的电影《巴比龙》。
本片于2017年9月9日的多伦多国际电影节上首映。

## 劇情
《惡魔島》（Papillon）改編自1969年由亨利查瑞爾以自身經歷所撰寫的回憶錄《Papillon》。因胸前的蝴蝶剌青人稱「巴比龙（法文「蝴蝶」）」的黑幫份子亨利，在被誣陷犯下殺人罪後強行押送到法屬圭亞那的流放營，為了得到逃獄資金，他以人身保護為條件接近身價百萬的經濟犯德加，開始一連串艱困險要的越獄計畫。面對人性醜惡與險峻環境，越獄失敗的巴比龙最終移送至四面環海、高崖峭壁的監獄「惡魔島」。